# Campeonato Mundial de Judô de 1999
O Campeonato Mundial de Judô de 1999 foi a 21° edição do Campeonato Mundial de Judô, realizada em Birmingham, Inglaterra, em 7 de outubro à 10 de outubro de 1999.

## Medalhistas

### Masculino
| Evento  | Ouro               | Prata            | Bronze                                   |
| ------- | ------------------ | ---------------- | ---------------------------------------- |
| 60 kg   | Manolo Poulot      | Kazuhiko Tokuno  | Natig Bahirov Nestor Khergiani           |
| 66 kg   | Larbi Benboudaoud  | Hüseyin Özkan    | Patrick van Kalken Yordanis Arencibia    |
| 73 kg   | Jimmy Pedro        | Vitaliy Makarov  | Sebastian Pereira Georgi Revazichvili    |
| 81 kg   | Graeme Randall     | Farkhod Turaev   | Kwak Ok-Chol Cho In-Chul                 |
| 90 kg   | Hidehiko Yoshida   | Victor Florescu  | Yoo Sung-Yeon Adrian Croitoru            |
| 100 kg  | Kosei Inoue        | Jang Sung-ho     | Alexandre Mikhaylin Nicolas Gill         |
| +100 kg | Shinichi Shinohara | Indrek Pertelson | Pan Song Selim Tataroğlu                 |
| Aberto  | Shinichi Shinohara | Selim Tataroğlu  | Dennis van der Geest Harry Van Barneveld |

### Feminino
| Evento | Ouro             | Prata             | Bronze                                  |
| ------ | ---------------- | ----------------- | --------------------------------------- |
| 48 kg  | Ryoko Tamura     | Amarilis Savón    | Sarah Nichilo-Rosso Anna Maria Gradante |
| 52 kg  | Noriko Narazaki  | Legna Verdecia    | Kye Sun-Hui Marie-Claire Restoux        |
| 57 kg  | Driulis González | Isabel Fernández  | Jessica Gal Michaela Vernerová          |
| 63 kg  | Keiko Maeda      | Gella Vandecaveye | Sara Álvarez Karen Roberts              |
| 70 kg  | Sibelis Veranes  | Ulla Werbrouck    | Kate Howey Ylenia Scapin                |
| 78 kg  | Noriko Anno      | Yin Yufeng        | Céline Lebrun Diadenis Luna             |
| +78 kg | Beata Maksymow   | Yuan Hua          | Miho Ninomiya Karina Bryant             |
| Aberto | Daima Beltrán    | Miho Ninomiya     | Tsvetana Bozilova Choi Sook-Ie          |

### Quadro de Medalhas
| Ordem | País            | Medalha de ouro | Medalha de prata | Medalha de bronze | Total |
| ----- | --------------- | --------------- | ---------------- | ----------------- | ----- |
| 1     | Japão           | 8               | 2                | 1                 | 11    |
| 2     | Cuba            | 4               | 2                | 2                 | 8     |
| 3     | França          | 1               | 0                | 3                 | 4     |
| 3     | Grã-Bretanha    | 1               | 0                | 3                 | 4     |
| 5     | Estados Unidos  | 1               | 0                | 0                 | 1     |
| 5     | Polónia         | 1               | 0                | 0                 | 1     |
| 7     | Bélgica         | 0               | 2                | 1                 | 3     |
| 7     | Turquia         | 0               | 2                | 1                 | 3     |
| 7     | China           | 0               | 2                | 1                 | 3     |
| 10    | Coreia do Sul   | 0               | 1                | 3                 | 4     |
| 11    | Espanha         | 0               | 1                | 1                 | 2     |
| 11    | Rússia          | 0               | 1                | 1                 | 2     |
| 13    | Estónia         | 0               | 1                | 0                 | 1     |
| 13    | Moldávia        | 0               | 1                | 0                 | 1     |
| 13    | Uzbequistão     | 0               | 1                | 0                 | 1     |
| 16    | Países Baixos   | 0               | 0                | 3                 | 3     |
| 17    | Geórgia         | 0               | 0                | 2                 | 2     |
| 17    | Coreia do Norte | 0               | 0                | 2                 | 2     |
| 19    | Bielorrússia    | 0               | 0                | 1                 | 1     |
| 19    | Brasil          | 0               | 0                | 1                 | 1     |
| 19    | Bulgária        | 0               | 0                | 1                 | 1     |
| 19    | Alemanha        | 0               | 0                | 1                 | 1     |
| 19    | Canadá          | 0               | 0                | 1                 | 1     |
| 19    | Itália          | 0               | 0                | 1                 | 1     |
| 19    | Roménia         | 0               | 0                | 1                 | 1     |
| 19    | Chéquia         | 0               | 0                | 1                 | 1     |